# Gundaling I
Gundaling I is een bestuurslaag in het regentschap Karo van de provincie Noord-Sumatra, Indonesië. Gundaling I telt 7430 inwoners (volkstelling 2010).